# سطر علوي ثلاثي
السطر العلوي الثلاثي (بالإنجليزية: Triple top line)‏. تم ذكرها لأول مرة في عام 2002 من قِبل ماكدنوف وبراونغارت، هو تأثير الاهتمام بالإدارة المستدامة لرأس المال الطبيعي والمالي والبشري عبر تنظيم يعتمد زيادة العائدات. وذلك على عكس الخط الأساسي الثلاثي- هو إطار محاسبي وضعه جون إلكينجتون في عام1994- ويركز على المحاذاة بين الاستدامة وأهداف العمل وذلك عندما يتعلق الأمر بزيادة العائد الربحي. العديد من هذه الفوائد يتم قياسها في المحاسبة على أساس الحصيلة الثلاثية، فإن تأثيراتها تكون أكثر قيمة على الأداء المالي للشركة لأنها تتطلب كميات أقل من استثمار رأس المال وتخفض تكلفة رأس المال. ويعد نهج السطر العلوي الثلاثي جزءًا لا يتجزأ من العملية منذ بداية تطوير المنتج من خلال التطوير المستقبلي والتخطيط الإستراتيجي للتسويق.